# 多齿马先蒿
多齿马先蒿（学名：Pedicularis polyodonta）为列当科马先蒿属的植物，为中国的特有植物。分布于中国大陆的四川等地，生长于海拔2,750米至4,150米的地区，常生长在高山草原或疏林中，目前尚未由人工引种栽培。